# Kościół Matki Bożej Loretańskiej w Warszawie

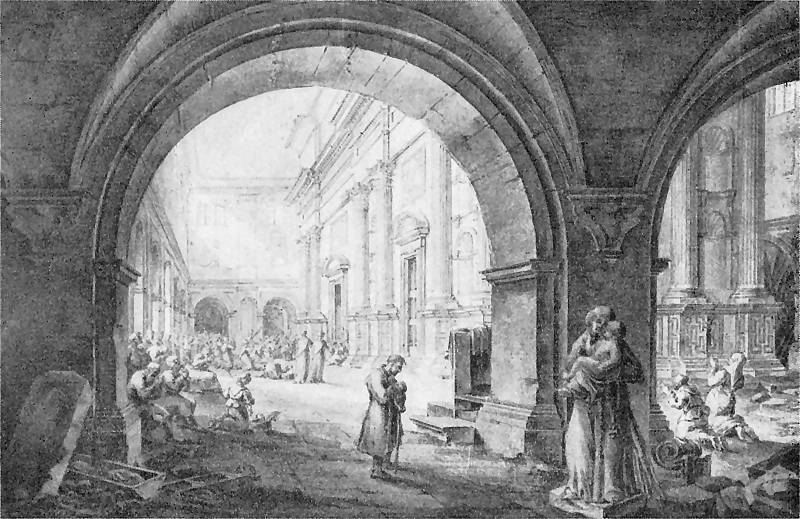
Zygmunt Vogel „Scena we wnętrzu kościoła Loretańskiego na Pradze”, 1811

Kościół Matki Bożej Loretańskiej – kościół znajdujący się w Warszawie, w dzielnicy Praga-Północ, przy ul. Ratuszowej 5a. 
Jest to najstarsza świątynia na Pradze, stanowiąca pierwotnie część założenia klasztornego zakonu bernardynów. Składa się z wolno stojącego domku loretańskiego obudowanego z czterech stron obejściem i krużgankami. Jest kościołem parafii Matki Bożej Loretańskiej.

## Historia
W 1617 r. przybył tu zakon bernardynów sprowadzony przez Zofię, żonę kanclerza wielkiego koronnego Feliksa Kryskiego, a w tym samym roku położono kamień węgielny pod kościół i klasztor, który poświęcił biskup płocki Henryk Firlej w obecności króla Zygmunta III Wazy i dworu.
Budowa ta była wspierana przez królów Zygmunta III Wazę i Władysława IV, dzięki czemu w latach 1628–1638 ukończono budowę murowanego klasztoru i kościoła, pierwotnie pod wezwaniem św. Andrzeja.
W latach 1640–1644 przy południowej ścianie wzniesiono kaplicę z domkiem loretańskim, projektu najprawdopodobniej architekta królewskiego Konstantyna Tencalli. Powstała ona z inspiracji o. Wicentego Morawskiego, byłego wikariusza małopolskiej prowincji bernardynów. W 1642 kaplica została poświęcona. Jej budowa została wsparta przez króla Władysława IV, ofiary składali też prywatni fundatorzy.  Gdy w 1648 r. Praga otrzymuje prawa miejskie, w jej herbie umieszczony został wizerunek Matki Bożej z Dzieciątkiem nad kaplicą Loretańską podtrzymywaną przez anioły.
W kaplicy znalazła się figura Matki Bożej Loretańskiej, odziana w szaty z drogich tkanin, o skroniach zdobionych przez złote korony. Początkowo figura była oddzielona od wiernych kratą, a przed nią płonęło 14 lamp wykonanych z pozłacanego srebra. Kaplica z umieszczoną w niej figurą stała się w XVII wieku miejscem kultu. Oprócz mieszkańców Pragi przybywali tam również mieszkańcy Warszawy.
Julian Bartoszewicz przytacza opis kaplicy za Adamem Jarzębskim („Gościniec albo krótkie opisanie Warszawy” wyd. 1643 – pisownia oryginalna)

Na białym marmurze wyryte są różne historyje. W sklepieniu otwarte okno, dla wyjścia dymu od lamp i oddechu natłoczonego ludu. Dwoje drzwi naprzeciw siebie, jedne z boku kaplicy, ołtarz cały od złota i srebra, klejnotami i drogiemi kamieniami przez różnych monarchów zbogacony. Sama Matka Boska smagławej płci, malowana przez ś-go Łukasza. Przed ołtarzem złota krata, z tyłu kominek, na którym garnuszek, miseczki gliniane i drewniane łyżeczki, też same któremi Najświętsza Panna jadać zwykle była. Na marmurze wypisano, zkąd otrzymano te sprzęty. Kaplica ta ma małe baszteczki

W lipcu 1656 roku w czasie potopu szwedzkiego po bitwie o Warszawę kościół, kaplica i zabudowania klasztorne zostały zniszczone i ograbione. Dopiero darowizny kasztelana krakowskiego Stefana Warszyckiego i wojewody sandomierskiego Michała Warszyckiego, pozwoliły na odbudowę. Następne zniszczenia dotknęły zespół klasztorny bernardynów w czasie Insurekcji kościuszkowskiej, gdy po bohaterskiej obronie Pragi 4 listopada 1794 r. Rosjanie zdobyli Pragę dokonując rzezi ludności. Na cmentarzu znajdującym się wokół świątyni chowano ofiary tych wojen.
W okresie Księstwa Warszawskiego klasztor znalazł się w planowanym przez Francuzów pasie praskich umocnień i w 1811 r. rozebrano kościół i klasztor, jednak kaplica Loretańska ocalała dzięki sprzeciwowi miejscowej ludności. Po wyburzeniach na Pradze kaplica stała się jedyną zachowaną praską świątynią. Miejsce przeniesionej przez bernardynów do kościoła św. Anny figury zajęła gotycka rzeźba Maryi z Dzieciątkiem (przełom XV/XVI wieku) zwana Matką Boską Kamionkowską. Rzeźba pochodzi z nieistniejącego kościoła na Kamionku, skąd w 1656 przeniesiono ją do kościoła na Skaryszewie. Po zburzeniu tej świątyni przeniesiono ją do kaplicy Loretańskiej. Figura Matki Boskiej Kamionkowskiej jest najstarszym zachowanym zabytkiem rzeźby gotyckiej w Warszawie. Stoi na odwróconym sierpie księżyca, spod którego wyłania się twarz ludzka.
W XIX wieku świątynia przejmuje funkcję kościoła parafialnego, którą pełni do czasu wzniesienia kościoła św. Floriana.
W 1853 roku kaplicę odbudowano i przebudowano według projektu Alfonsa Kropiwnickiego. Kościół zyskał attykę przy wejściu z piętrowym portalem, krużganki i domek loretański przykryto wspólnym dachem, a z dawnych czterech wież narożnych pozostawiono dwie.
Na początku XX w. znaleziono w czasie remontu pod schodami schowek z fragmentem pierwotnego wyposażenia. W 1931 roku W. Kamiński zbudował istniejące do dzisiaj 16-głosowe organy. W 1941 roku, po erygowaniu nowej parafii, świątynia ponownie stała się kościołem parafialnym.
Po uszkodzeniach w czasie II wojny światowej w roku 1939 i 1944, odbudowany w 1945 roku, a w 1960 roku. przywrócono krużganki od strony północnej i wschodniej (rozebrane w 1811 roku). W 1965 roku świątynia została wpisana do rejestru zabytków. 
Na murze świątyni znajduje się Droga Krzyżowa wykonana w ceramice autorstwa K. i J. Heniszów.

## Inne informacje
- Domek loretański znajdujący się w świątyni stał się jednym z symboli Pragi i został umieszczony w jej herbie[11].
- Przy głównej alei do kościoła znajduje się głaz z wykutym napisem – symboliczny grób Rocha Kowalskiego, jednego z bohaterów „Trylogii” Henryka Sienkiewicza[20].
- W 1994 na frontonie świątyni umieszczono tablicę upamiętniającą ofiary Rzezi Pragi w 1794[20].

## Galeria

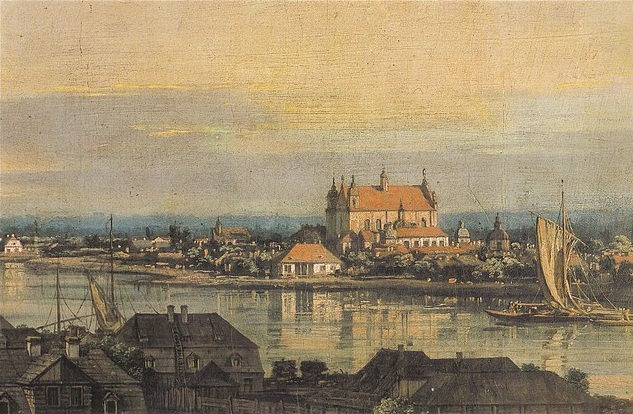
Widok Pragi z kościołem bernardynów i kaplicą Loretańską, obraz Bernarda Canaletta, 1772
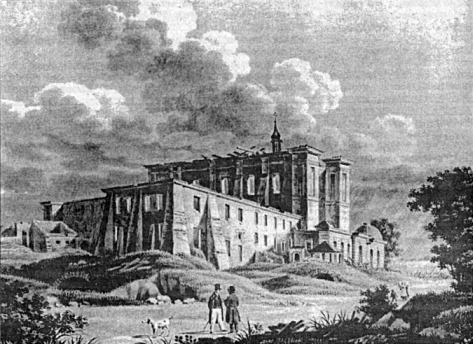
Aleksander Majerski, Widok kościoła i klasztoru oo. Bernardynów podczas rozbiórki w 1811
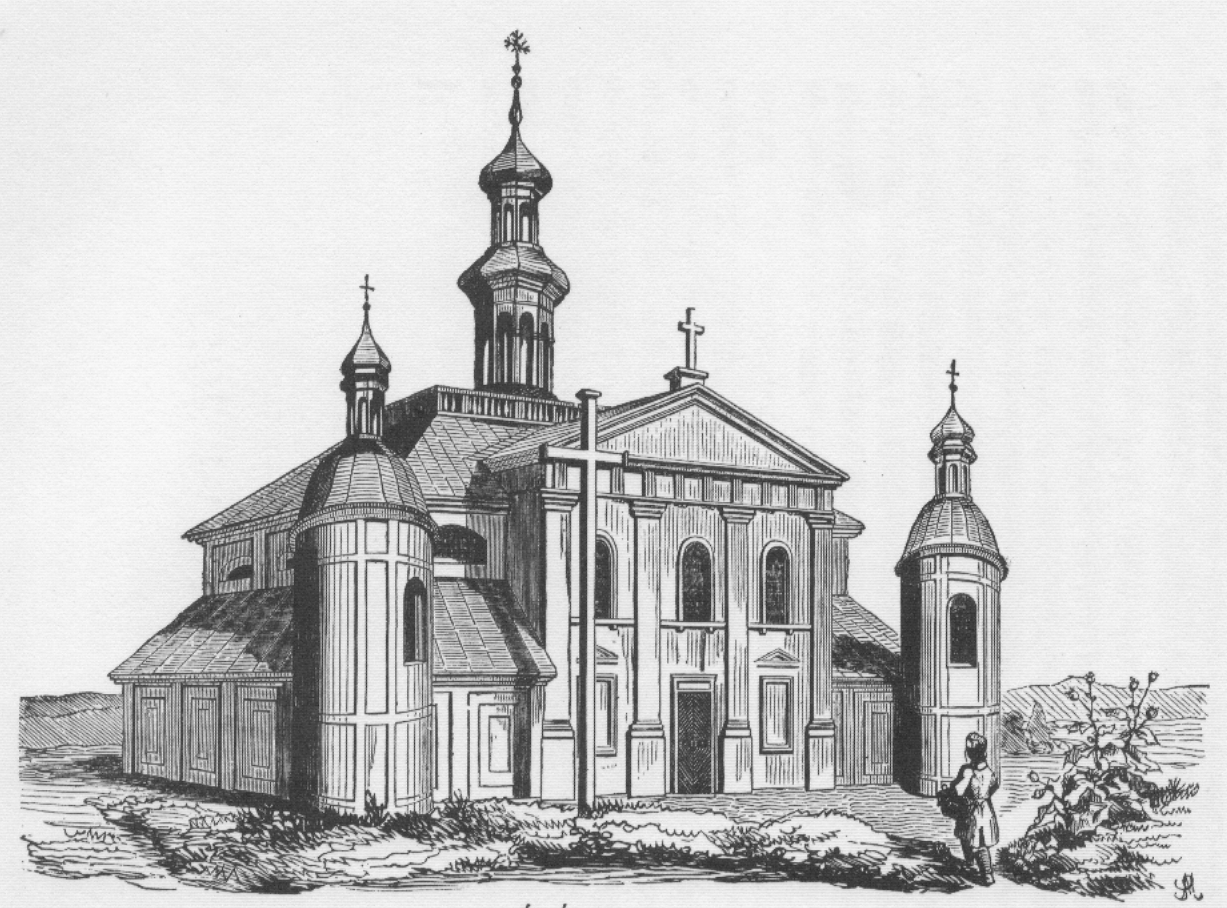
Świątynia na drzeworycie Michała Starkmana, ok. 1855
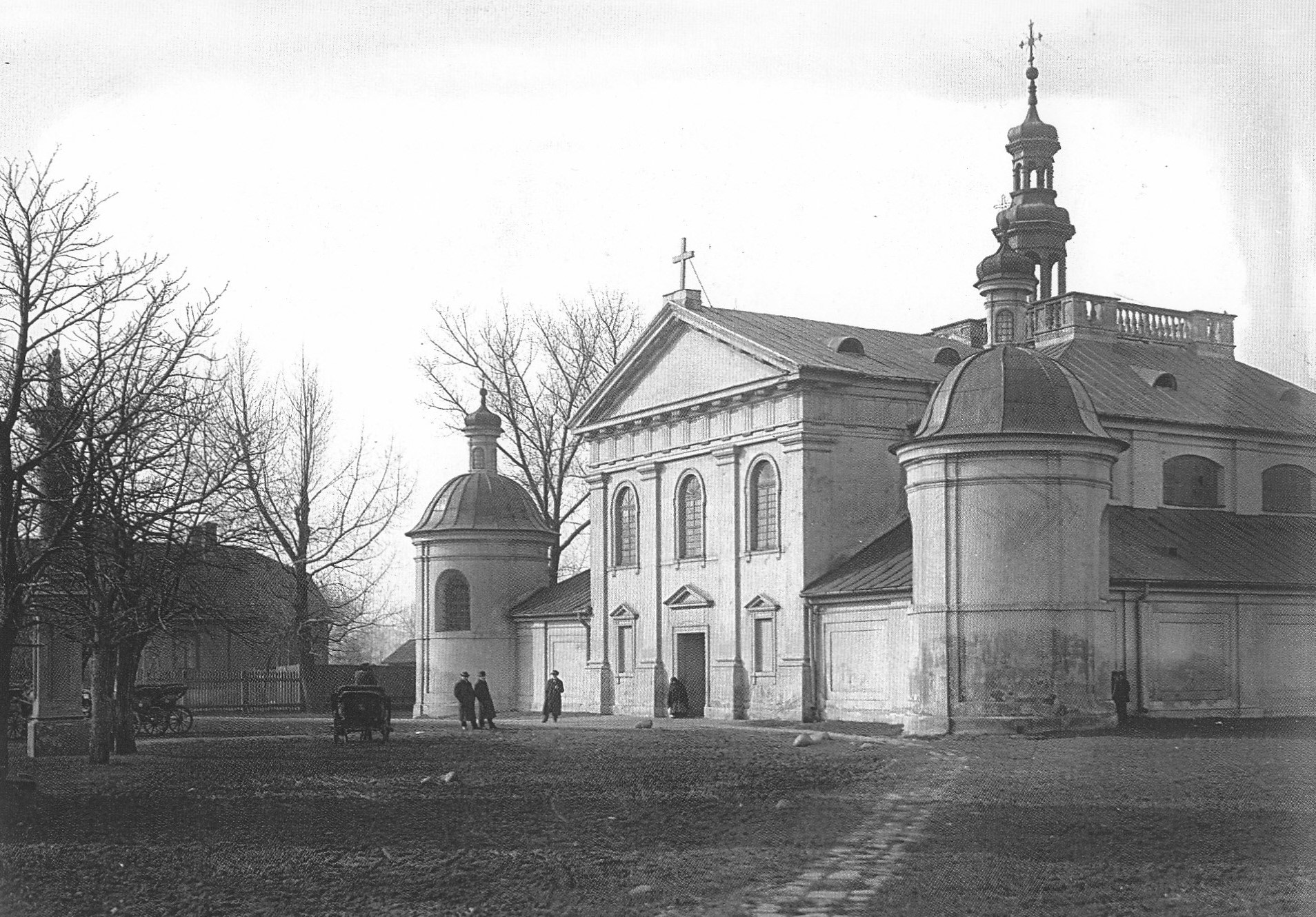
Świątynia przed 1939
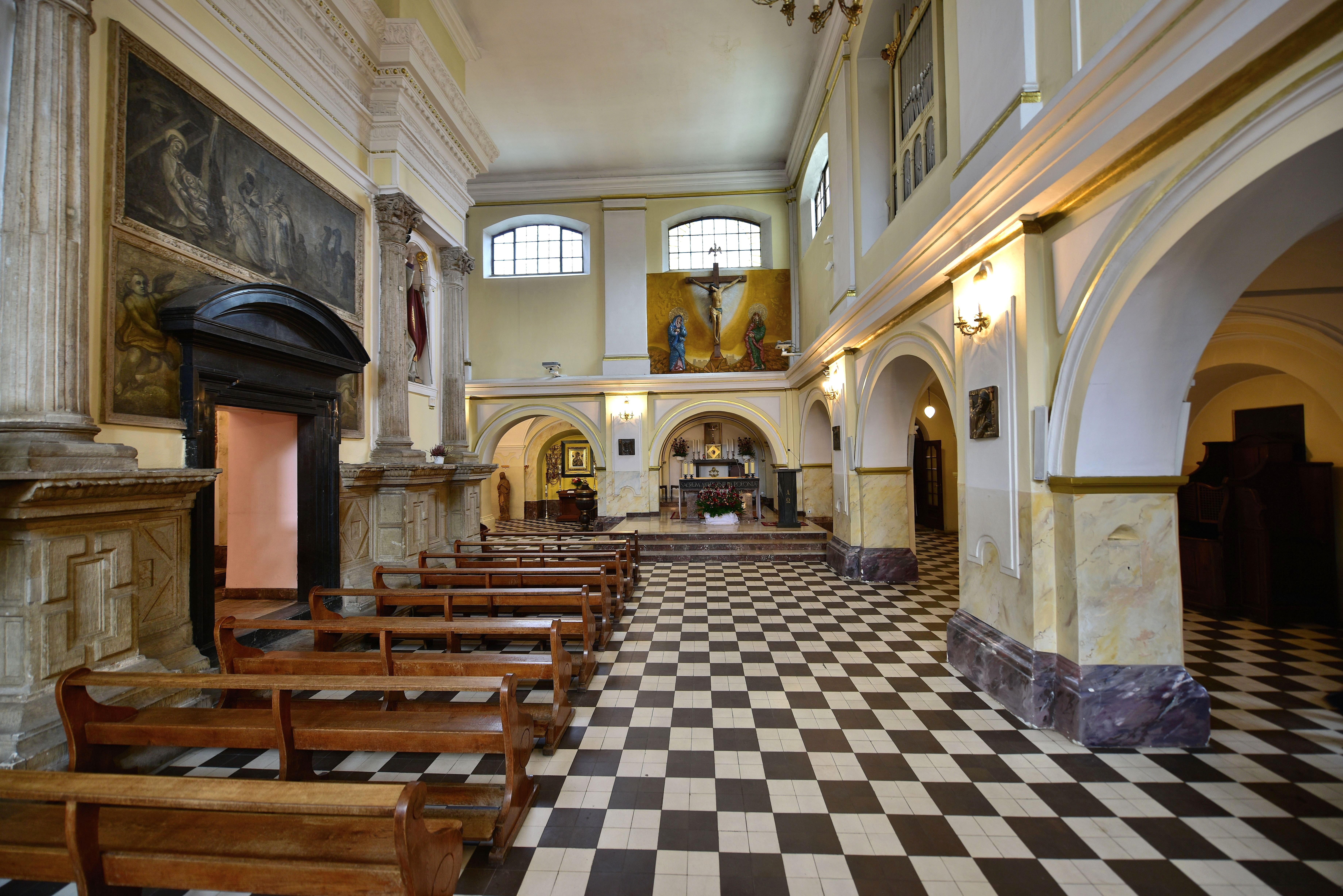
Ołtarz główny, po lewej jedno z bocznych wejść do domku loretańskiego
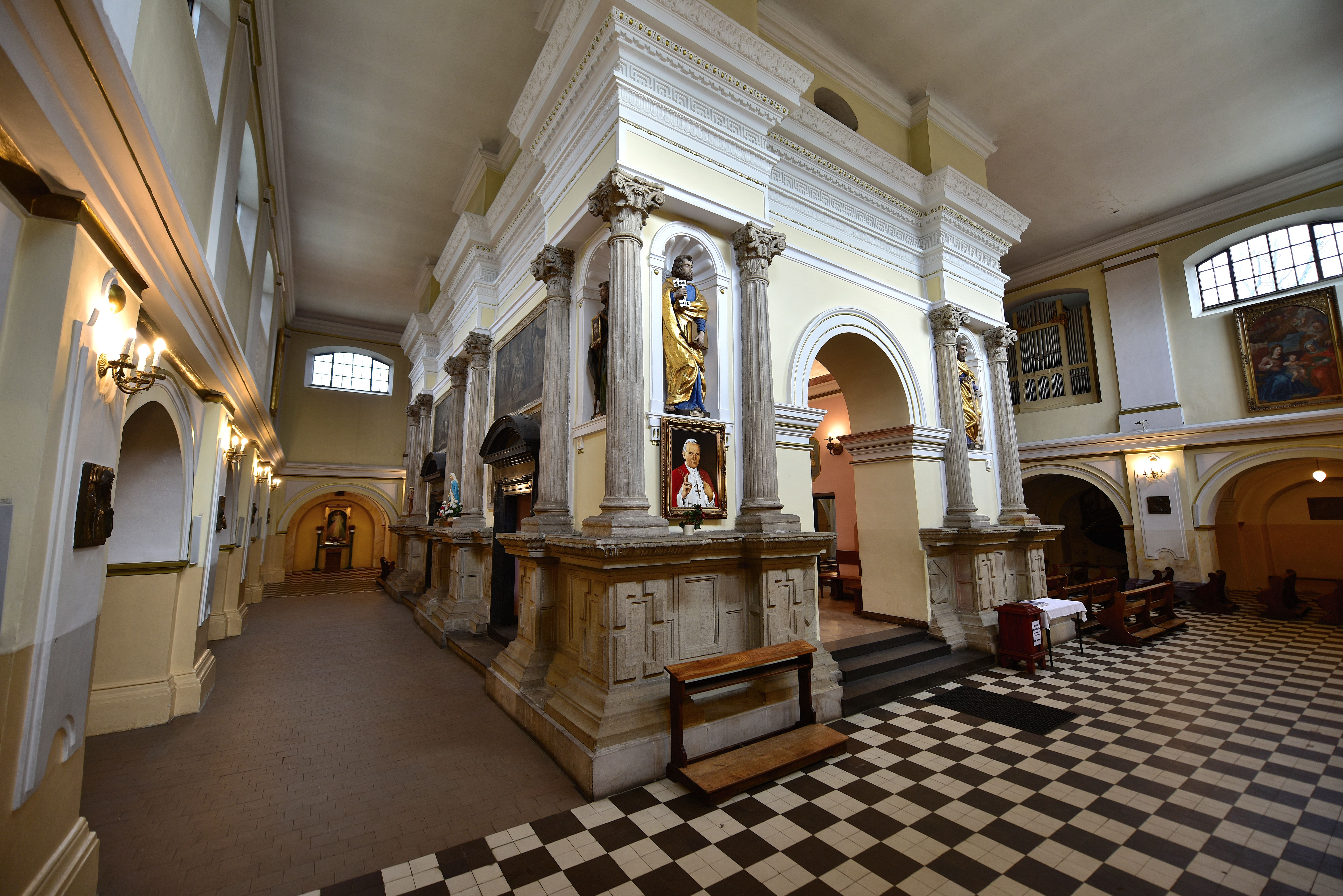
Domek loretański od strony południowo-zachodniej
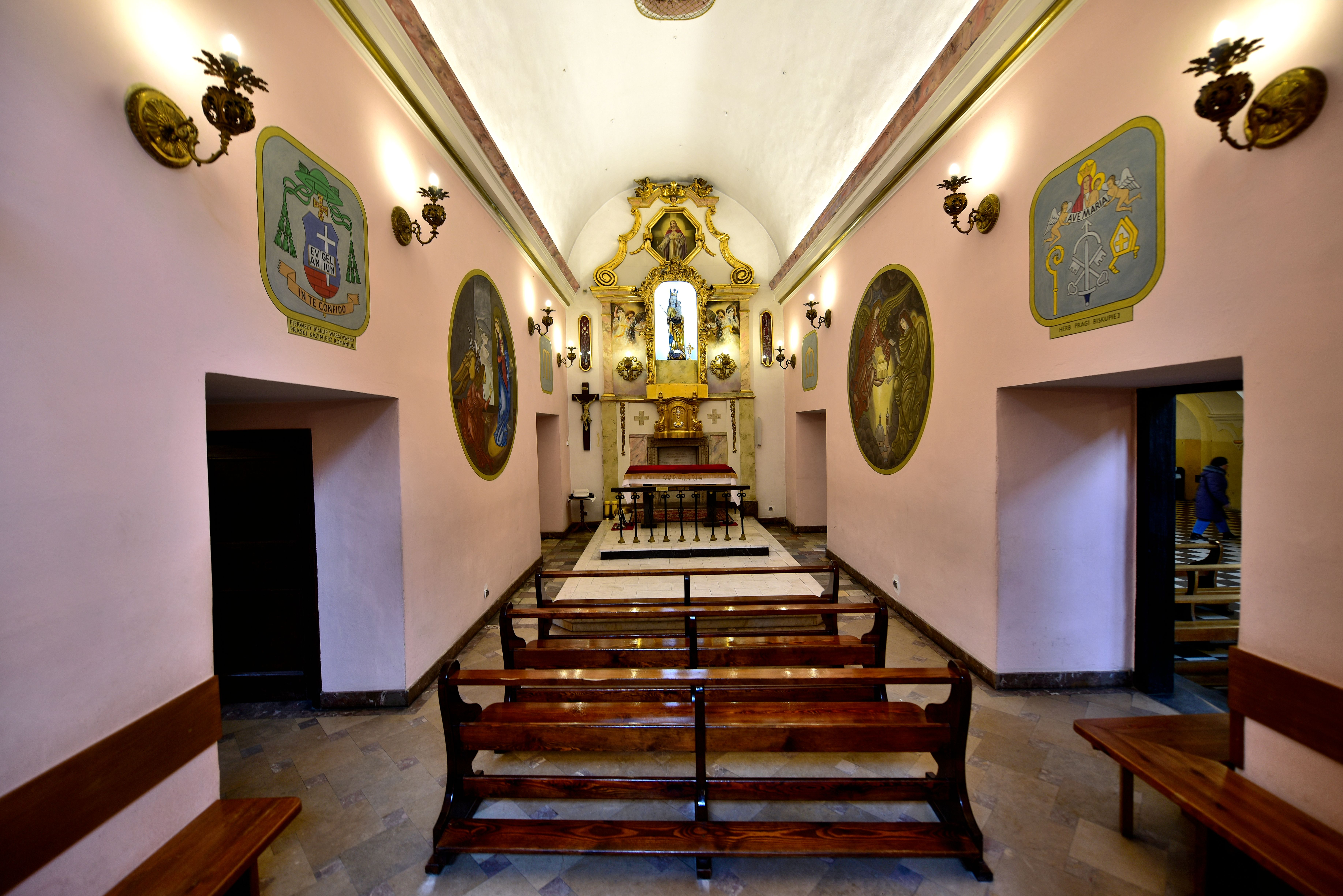
Wnętrze domku loretańskiego
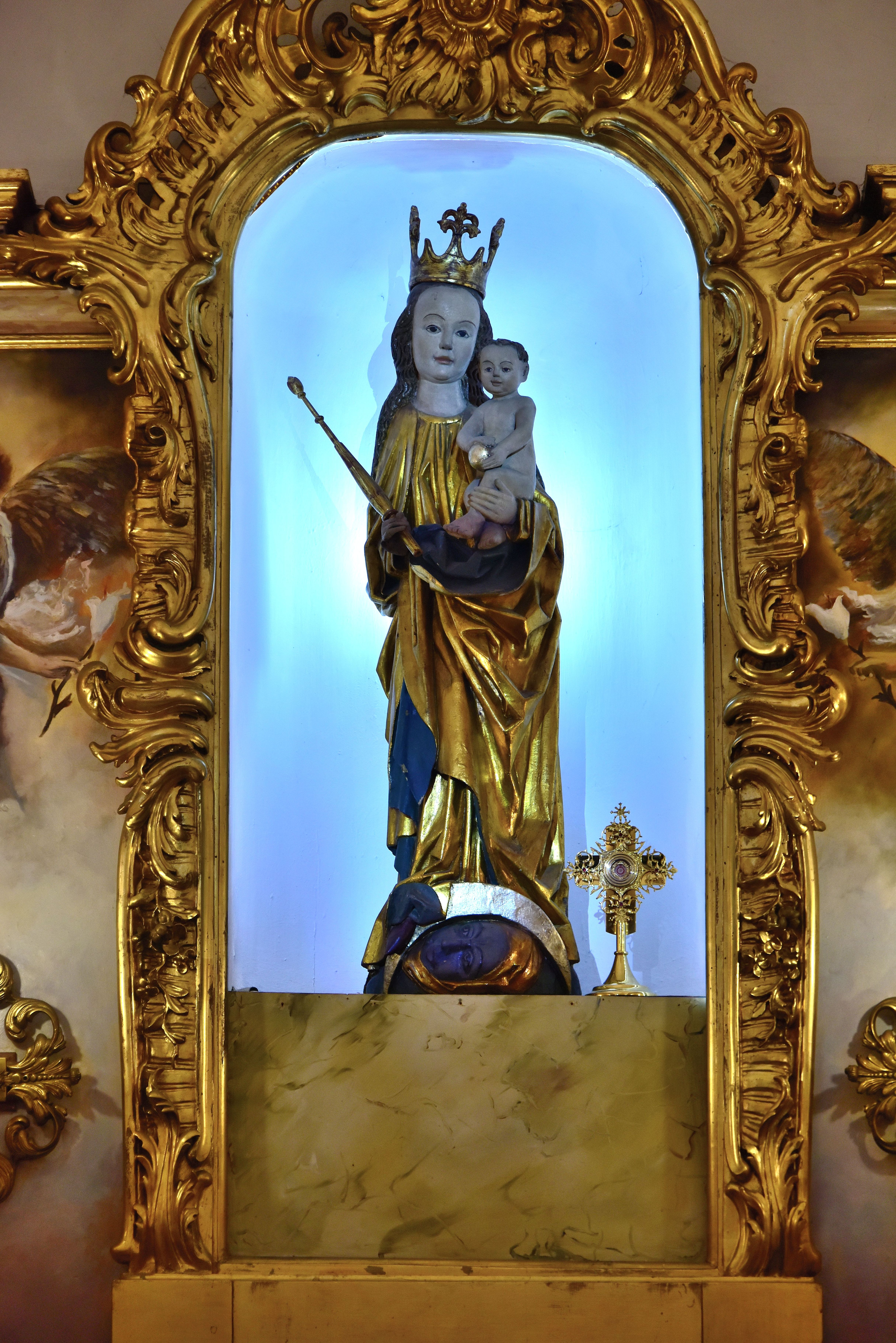
Rzeźba Matki Boskiej Kamionkowskiej w ołtarzu głównym domku loretańskiego
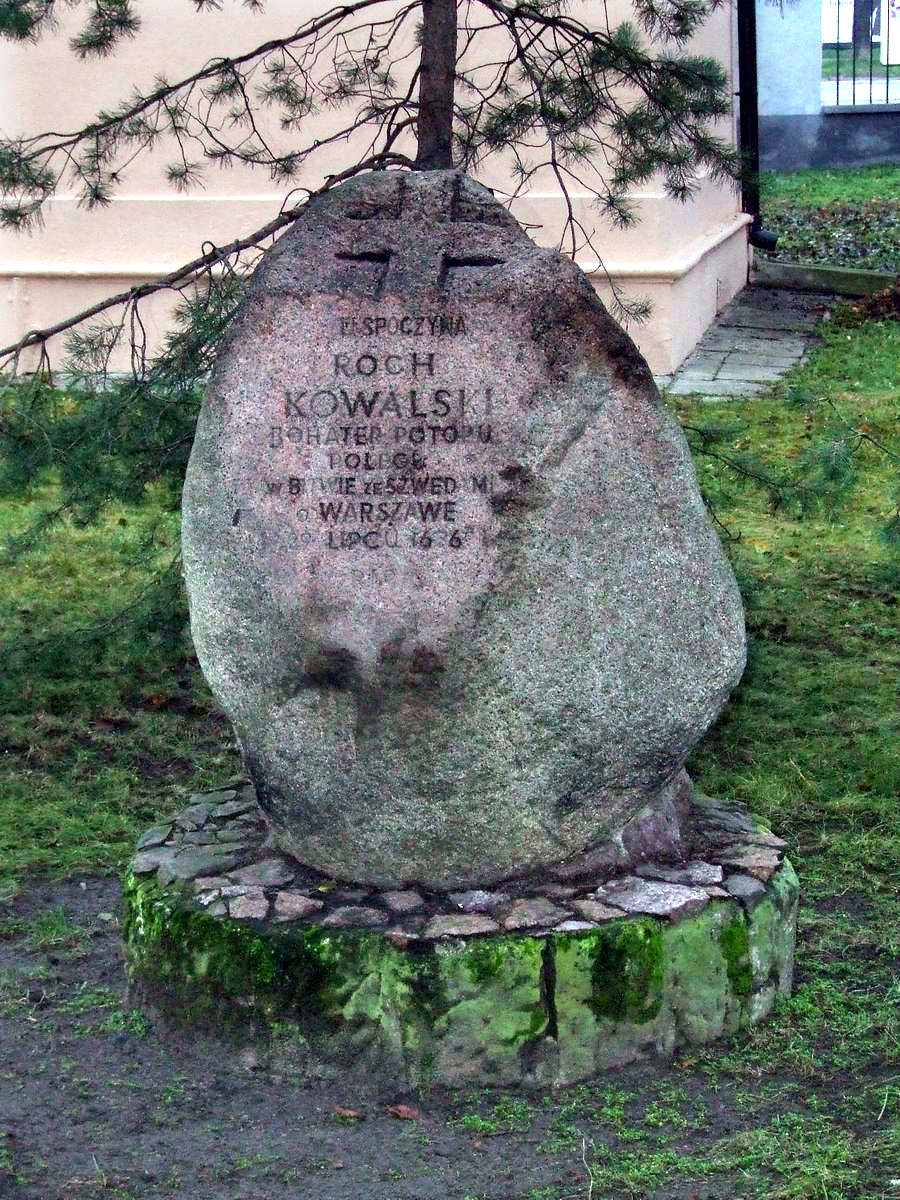
Symboliczny grób Rocha Kowalskiego znajdujący się przy świątyni